# Family Guy (12.ª temporada)
A décima segunda temporada de Family Guy foi exibida no canal Fox Broadcasting Company (FOX) entre 29 de setembro de 2013 e 18 de maio de 2014 nos Estados Unidos.

## Episódios
| Nº | Nº           | Título                                                                      | Diretor(es)     | Escritor(es)                     | Data da transmissão    | Código de produção | Audiência (em milhões) |
| Na série | Na temporada | Título                                                                      | Diretor(es)     | Escritor(es)                     | Data da transmissão    | Código de produção | Audiência (em milhões) |
| --- | ------------ | --------------------------------------------------------------------------- | --------------- | -------------------------------- | ---------------------- | ------------------ | ---------------------- |
| 211 | 1            | " Finders Keepers" Achou, Levou                                             | John Holmquist  | Mike Desilets e Anthony Blasucci | 29 de setembro de 2013 | BACX01             | 5.23                   |
| Peter está convencido de que um toalha de papel de um restaurante é um mapa de um tesouro, despertando grande curiosidade em Quahog e criando uma rixa entre os moradores. Convidados: Lea Thompson e Yvette Nicole Brown. |              |                                                                             |                 |                                  |                        |                    |                        |
| 212 | 2            | " Vestigial Peter" Peter Atrofiado                                          | Julius Wu       | Brian Scully                     | 6 de outubro de 2013   | BACX02             | 5.20                   |
| Depois de um gêmeo vestigial crescer no ombro de Peter, o qual o nomeia Chip, ele começa a perceber que todos gostam mais de seu gêmeo do que dele mesmo, portanto, amputa-o. No entanto, após Peter se meter em problemas, começa a perceber de que precisa mais de Chip do que nunca. Convidados: Carrie Fisher e Patrick Stewart.         |              |                                                                             |                 |                                  |                        |                    |                        |
| 213 | 3            | " Quagmire's Quagmire" Quagmire é Quagmire                                  | Pete Michels    | Cherry Chevapravatdumrong        | 3 de novembro de 2013  | BACX03             | 4.87                   |
| Quagmire namora uma mulher chamada Sanja, que é tão sexualmente ativa quanto ele. Mas as coisas tomam rumo quando Sanja sequestra-o para ser seu escravo sexual, então Peter, Joe e Ida têm de procurar pelos decadentes becos de Quahog para resgatá-lo. Enquanto isso, Brian, Stewie e Rupert se envolvem em um incomum triângulo amoroso. |              |                                                                             |                 |                                  |                        |                    |                        |
| 214 | 4            | " A Fistful Of Meg" O Pedaço de Meg                                         | Joe Vaux        | Dominic Bianchi & Joe Vaux       | 10 de novembro de 2013 | AACX22             | 4.18                   |
| Quando Meg derramam seu almoço no novo garoto da escola, este cria planos para acabar com ela. Enquanto isso, Peter fica assediando Brian até ele não aguentar mais. |              |                                                                             |                 |                                  |                        |                    |                        |
| 215 | 5            | " Boopa-dee Bappa-dee" Ferias na Itália                                     | Mike Kim        | Wellesley Wild                   | 17 de novembro de 2013 | BACX04             | 4.46                   |
| Os Griffins vão à Itália e se deparam com irritantes leis de Imigração depois de Peter queimar seus passaportes. |              |                                                                             |                 |                                  |                        |                    |                        |
| 216 | 6            | " Life Of Brian" A Vida de Brian                                            | Joseph Lee      | Alex Carter                      | 24 de novembro de 2013 | BACX05             | 4.58                   |
| Stewie e Brian viajam de volta no tempo para Jamestown do século 17 e tomam muitas decisões ruins com a mudança da história. Stewie decide destruir sua máquina do tempo, mas chega a se arrepender quando Brian morre após ser atropelado por um carro.                                                                                     |              |                                                                             |                 |                                  |                        |                    |                        |
| 217 | 7            | " Into Harmony's Way" Em Busca de Harmonia                                  | Brian Iles      | Julius Sharpe                    | 8 de dezembro de 2013  | BACX06             | 5.36                   |
| Peter e Quagmire viram uma dupla de cantores,quando descobrem que suas vozes juntas,fazem uma bela harmonia.Porém as coisas vão de mal a pior quando a fama chega a cabeça de Peter. |              |                                                                             |                 |                                  |                        |                    |                        |
| 218 | 8            | " Christmas Guy" Um Natal da Pesada                                         | Greg Colton     | Patrick Meighan                  | 15 de dezembro de 2013 | BACX07             | 6.37                   |
| 219 | 9            | " Peter Problems" Peter em Apuros                                           | Bob Bowen       | Teresa Hsiao                     | 5 de janeiro de 2014   | BACX08             | 5.76                   |
| 220 | 10           | " Grimm Job" Historia de Ninar                                              | Joe Vaux        | Alec Sulkin                      | 12 de janeiro de 2014  | BACX09             | 5.22                   |
| 221 | 11           | " Brian's a Bad Father" Brian é Um Péssimo Pai                              | Jerry Langford  | Chris Sheridan                   | 26 de janeiro de 2014  | BACX10             | 4.11                   |
| 222 | 12           | " Mom's the Word" Minha Mãe é Meu Mundo                                     | John Holmquist  | Ted Jessup                       | 9 de março de 2014     | BACX11             | 4.56                   |
| 223 | 13           | " 3 Acts of God" 3 Atos de Deus                                             | Bob Bowen       | Alec Sulkin                      | 16 de março de 2014    | AACX17             | 4.62                   |
| 224 | 14           | " Fresh Heir" A Herança Maldita                                             | Mike Kim        | Steve Callaghan                  | 23 de março de 2014    | BACX13             | 4.38                   |
| 225 | 15           | " Secondhand Spoke" Viciado Por Conveniência                                | Julius Wu       | Dave Ihlenfeld e David Wright    | 30 de março de 2014    | BACX12             | 4.17                   |
| 226 | 16           | " Herpe the Love Sore" Irmãos de Sange                                      | Greg Colton     | Andrew Goldberg                  | 6 de abril de 2014     | BACX16             | 4.77                   |
| 227 | 17           | " The Most Interesting Man in the World" O Homem mais Interessante do Mundo | Joseph Lee      | Tom Devanney                     | 13 de abril de 2014    | BACX14             | 4.39                   |
| 228 | 18           | " Baby Got Black" Amor Sem Preconceito                                      | Brian Iles      | Kevin Biggins e Travis Bowe      | 27 de abril de 2014    | BACX15             | 4.02                   |
| 229 | 19           | " Meg Stinks!" Segredo de Pai e Filha                                       | Bob Bowen       | Danny Smith                      | 4 de maio de 2014      | BACX17             | 4.40                   |
| 230 | 20           | " He's Bla-ack!" Um Conflito Racial                                         | Steve Robertson | Julius Sharpe                    | 11 de maio de 2014     | BACX19             | 4.16                   |
| 231 | 21           | " Chap Stewie" Stewie Britânico                                             | Joe Vaux        | Artie Johann e Shawn Ries        | 18 de maio de 2014     | BACX18             | 3.98                   |